# (29220) Xavierbaptista
(29220) Xavierbaptista est un astéroïde de la ceinture principale.

## Description
(29220) Xavierbaptista est un astéroïde de la ceinture principale. Il fut découvert le 30 janvier 1992 à La Silla par Eric Walter Elst. Il présente une orbite caractérisée par un demi-grand axe de 3,01 UA, une excentricité de 0,12 et une inclinaison de 8,6° par rapport à l'écliptique.